# Lorraine-Dietrich Type HO
Der Lorraine-Dietrich Type HO ist eine Baureihe von Pkw-Modellen aus den 1910er Jahren. Dazu gehören Type CHO und Type THO. Hersteller war Lorraine-Dietrich in Frankreich.

## Beschreibung
Die Modelle wurden nur 1911 hergestellt. Am 4. Juli 1911 erteilte die nationale Zulassungsbehörde ihre Zulassung. Die Vermarktung ist allerdings unsicher. Vorgänger war der Type GO und Nachfolger der Type MO.
Der Motor entstand nach einer Lizenz von Turcat-Méry. Er ist ein Vierzylinder-Reihenmotor. Er ist als L-Kopf-Motor mit SV-Ventilsteuerung ausgeführt. Jeweils zwei Zylinder sind paarweise zusammengegossen. 130 mm Bohrung und 170 mm Hub ergeben 9026 cm³ Hubraum. Der Motor war damals in Frankreich steuerlich mit 45 CV eingestuft.
Der Motor ist vorn längs im Fahrgestell eingebaut. Er treibt über ein Vierganggetriebe und Ketten die Hinterräder an. Die Bremse wirkt zeittypisch nur auf die Hinterachse.
Die beiden Ausführungen unterscheiden sich im Radstand. Beim Type CHO beträgt er 327 cm und beim Type THO 352 cm.
Eine Abbildung zeigt einen viertürigen Torpedo.